# Harris (växt)
Harris, uttalas "har-ris", eller på bygdemål i Skåne hara-ris, Cytisus scoparius (ibland stavat Cytisus scoparicus) är en växt som tillhör familjen ärtväxter. Växten benämns även Harginst.

## Beskrivning
Den blir från 40 till 150 cm hög och blommar från maj till juni med orangegula blommor som växer med en till två blommor på cirka två cm långa skaft från bladvecken. Harris växer i form av en kvastlik buske med femkantiga gröna grenar utan tornar. De övre bladen är enkla medan de nedre är 3-fingrade med en till två cm långa småblad. Den från början gröna fröbaljan blir tre till fyra cm, blir svart på utsidan när den är mogen och öppnar sig då på ett explosivt sätt så att fröna sprätter långt omkring. Detta är gynnsamt för harrisets spridning. Växten är frostkänslig och vid temperaturer under -25 - -30 grader dör stjälkarna.

## Utbredning
Arten är vitt spridd i stora delar av världen, och är invasiv på sina håll. Den skada den gör, bl a i USA, Australien och Nya Zeeland, är att den tar sig in i skogshyggen, där den konkurrerar med nyplanteringar och orsakar betydande ekonomiska förluster för skogsägarna. 
Harris är ganska vanlig i Danmark och trivs på solig, varm, torr, ganska mager sandjord. Men pH i marken får inte vara alltför lågt, helst över 6,0. Markens buffrande förmåga ska vara god. Det kan åstadkommas på annan sandjord med tillförsel av lite torr, pulverformig kalkhaltig lera + bevattning direkt efter. Harris kan påträffas på exempelvis vägslänter, buskmark, banvallar, sandhedar och glesa strandskogar. Dess utbredning i Norden anses vara ursprunglig i Danmark.[källa behövs] Lågväxta, övriga bestånd är förvildade och kan påträffas i södra Sverige upp till Mälardalen,  i små områden i södra Finland och på kustnära platser från Østfold till Trøndelag i Norge.

## Synonymer
- Cystisus multiforum
- Genista scoparius (Lam)
- Sarotham[n]us scoparius (L.) Wimmer ex Koch
- Spartium scopari[c]um (L.)